# Ricard Escolà i Sala
Ricard Escolà i Sala (Barcelona, 6 de desembre de 1940) és un exfutbolista català. Va jugar a la dècada de 1960.

## Trajectòria
Fill del jugador internacional Josep Escolà i Segalés., es formà al futbol base del FC Barcelona, arribant a jugar a l'equip amateur i al CD Comtal durant la temporada 1959-60. Disputà dos amistosos amb el primer equip l'any 1959. Després de passar una temporada al CE Mataró, fitxà pel Racing de Santander de primera divisió. Els millors anys els visqué al Deportivo de La Coruña, quatre temporades, dues d'elles a Primera. Finalitzà la seva carrera al CA Osasuna l'any 1969.